# アラドゥ
アラドゥ（NNS Aradu, F89）は、ナイジェリア海軍のフリゲート。進水時は「リパブリック」（NNS Republic）と命名されていたが、1980年11月1日、ハウサ語で「雷」を意味する現艦名に改称された。MEKO型フリゲートシリーズの第1号艦であり、メーカー側の呼称はMEKO 360H1型。

## 来歴
ナイジェリア海軍は、自治領時代の1956年、人員200名体制で発足した。その後、1960年には555名、1970年には1,720名と、徐々に増強が図られていった。また運用する艦艇も、独立時にイギリス海軍から引き渡された艦艇の老朽化に伴い、1970年より新造が開始された。ビアフラ戦争では、ビアフラ共和国側が海軍力に無関心だったこともあり、効果的に海上封鎖を実施した。
その後も、少なくとも帳簿上では海軍力の増強が図られており、他のアフリカ諸国とは隔絶したものとなっていた。その一環として、1977年11月3日に発注されたのが本艦である。フリゲートとしては世界最大の艦であり、またアフリカ諸国最強の水上戦闘艦と称された。建造費は8450万ドルであったが、これは1981年度防衛予算の10パーセントにもおよぶ額であった。なお、1980年代には海軍増強も頭打ちとなっており、本艦の建造はその掉尾を飾るかたちとなった。

## 設計
本艦は、西ドイツのブローム・ウント・フォス（B+V）社のMEKO型フリゲートの設計を採用している。これは輸出用フリゲートとして1970年代初頭に発表されたもので、本艦が第1号艦となる。排水量3,600トン級、搭載機1機として設計されたことから、メーカー側の呼称はMEKO 360H1型とされている。
MEKOとはMEhrzweck-fregatten KOnzept（多用途フリゲート構想）の略語で、兵器や電子機器、その他の装備品をモジュールとしてまとめることによって保守整備コストの低減を図っている。基本となる船体がまず設計され、そこに兵装や電子機器のモジュールをはめこんでいくという方式であり、顧客は自らの要求に応じてモジュールを選ぶことによってカスタム・メイドのフリゲートを手にすることができる。本艦では、兵器関係のモジュールが46個、センサー関係のモジュールが76個用いられている。MEKO 360型の建造は、本艦と同時期に建造されていたアルゼンチン海軍のアルミランテ・ブラウン級で終了し、以後はやや小型化したMEKO 200型フリゲートに移行したが、モジュール化を含めた基本設計は、中央船楼型の船型とV字型の煙突という外見上の特徴とともに踏襲された。
主機は、MTU 20V956 TB92ディーゼルエンジン（単機出力5,210馬力）とロールス・ロイス オリンパスTM3Bガスタービンエンジン（単機出力25,440馬力）2基ずつをCODOG方式に配して2軸の可変ピッチ・プロペラを駆動する構成とされた。電源の合計出力は合計4,120キロボルトアンペアを確保した。

## 装備
本艦はSEWACO戦術情報処理装置を搭載している。レーダーとしては、対空・対水上捜索用のAWS-5、航法用のデッカ1226を搭載したほか、火器管制用のWM-25にも目標捕捉レーダーが備えられている。ソナーとしてはシグナール（現在のタレス・ネーデルラント）社製のPHS-32を備えていたが、STNアトラス社のEA80に換装したとの情報もある。
艦砲として艦首甲板に54口径127mm単装速射砲（127mmコンパット砲）を搭載したほか、船首楼甲板には70口径40mm連装機銃4基が備えられている。弾薬搭載量は、127mm砲弾460発、40mm機銃弾10,752発とされる。
煙突直後の上部構造物上には、アルバトロスMk.2 mod.9個艦防空ミサイルの8連装ミサイル発射機が設置されている。また艦対艦ミサイルとしては、その両脇の上甲板上にオトマートMk.1の連装発射筒4基を備えた。オトマートは保管期限が切れて使用不能といわれているが、1999年に再装備されたとの説もある。またアルバトロスも、稼働不能状態との説がある。
対潜兵器としては、艦中部両舷に324mm3連装短魚雷発射管（STWS-1B）を備えており、A244S短魚雷18発を搭載している。またこの世代の艦としては珍しく爆雷投下軌条を備えており、搭載数6発とされる。
上記の通り、本艦はヘリコプター1機搭載として設計されており、艦尾甲板はヘリコプター甲板、その直前の船楼後端部は格納庫とされている。搭載機はリンクスMk.89哨戒ヘリコプターとされている。ナイジェリア海軍では、1981年にリンクス3機の引き渡しを受けて艦隊航空隊を編成しており、2013年現在でも2機が登録されているものの、実際には稼働不能状態とされている。またヘリコプター甲板も使用に耐えないとの判断が下されており、その前部には小屋が設置されている。

## 艦歴
本艦は、1978年12月1日、ブローム・ウント・フォス社のハンブルク造船所において起工された。MEKOコンセプトの特徴であるモジュラー化設計により、3000トン級戦闘艦としては異例な速度で建造は進捗し、1980年1月25日に進水、1982年2月22日に就役した。
ただし政治・経済の混乱の影響から、ナイジェリア軍の能力には大きな問題があり、MPRI社による外部監査では、軍隊の装備の75パーセントに問題が指摘された。海軍も例外ではなく、装備の維持管理および人員の訓練面で大きな問題を抱えているとされている。本艦の運用にも多くの困難が伴っており、就役から5年後の1987年7月にはコンゴ川で座礁事故を起こし、翌8月にはラゴスで埠頭に衝突したほか、同年には海でも衝突事故に巻き込まれた。1990年10月から1994年2月にかけてヴィクトリア諸島海軍工廠にて修理を受けるも、1995年には再び運用不能状態に陥り、再修理となった。同年中に就役状態に復帰したものの、1998年にはエンジントラブルによって再び運用不能状態に陥った。
同年から翌年にかけて、B+V社の支援を受けて修理が実施された。その後、2005年にイギリス・ポーツマスで行われたトラファルガー海戦200周年記念国際観艦式において、久しぶりに海外メディアの前に姿を現し、可動状態にあることが確認された。
2018年からはオーバーホールを受けている。